# Pal·ladi (poeta)
Pal·ladi, en llatí Palladius, en grec antic Παλλάδιος, va ser un poeta menor romà, de vegades confós amb Rutili Taure Emilià Pal·ladi, escriptor d'agricultura i amb el retòric Pal·ladi de Methone o també amb un retòric gal de nom Pal·ladi.
Per una inscripció es dedueix que era fill d'un retòric o almenys d'una família de retòrics, i ell mateix va ser retòric inicialment però ho va deixar per dedicar-se a l'activitat publica i va exercir com a prefecte i algun altre càrrec a la ciutat i el port d'Òstia. És potser el mateix Pal·ladi que menciona Sidoni Apol·linar.
Va deixar diverses composicions poètiques.